# Geranium (Restaurant)

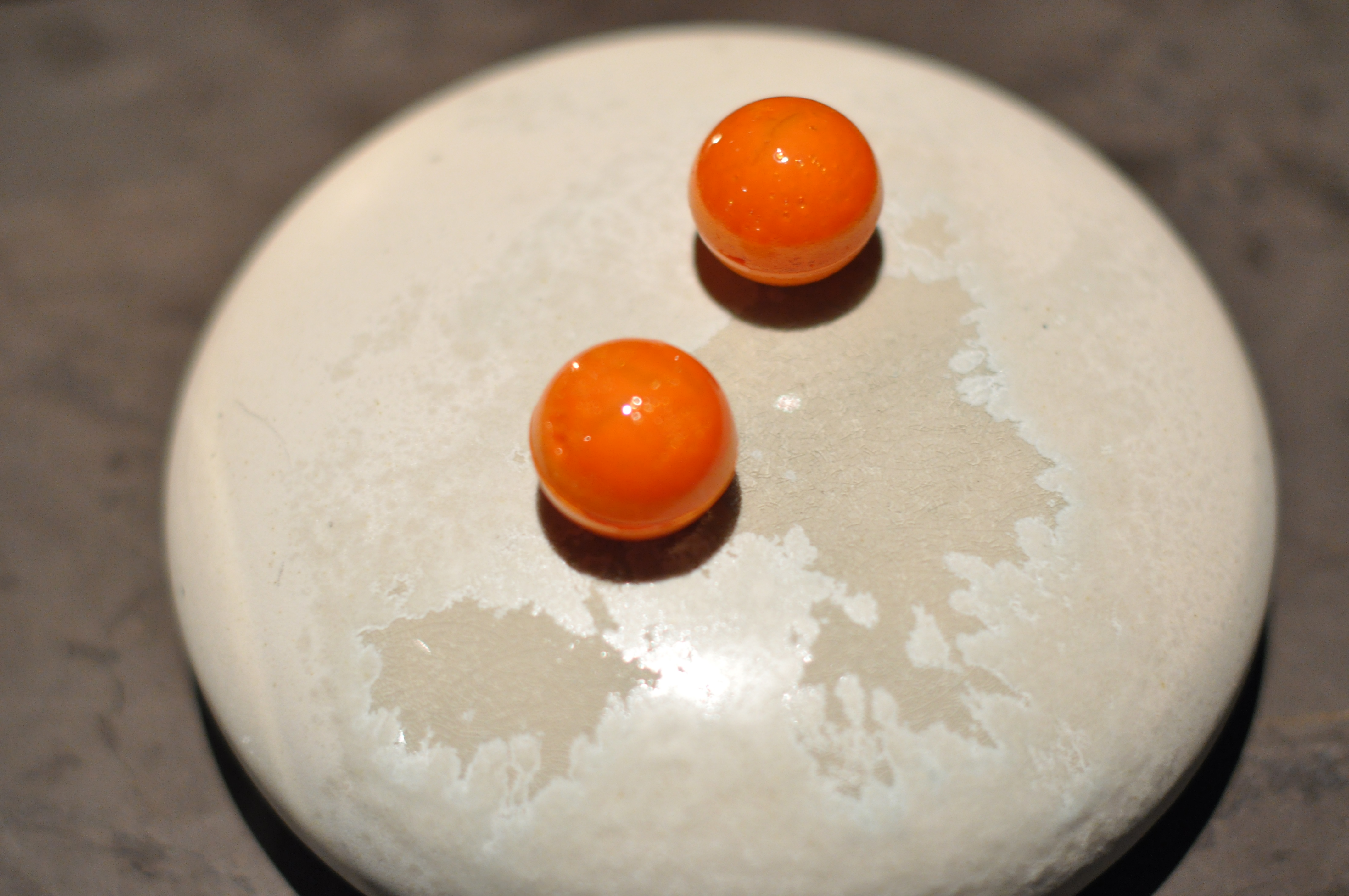
Mohrrübe und Sanddorn, serviert im Januar 2011

Das Geranium ist ein Restaurant in der dänischen Hauptstadt Kopenhagen, das 2016 drei Sterne vom Guide Michelin verliehen bekommen hat. Küchenchef ist Rasmus Kofoed. 2022 belegte das Restaurant den ersten Platz bei The World’s 50 Best Restaurants.

## Geschichte
Vom Frühjahr 2007 bis zum Sommer 2009 befand sich das Restaurant im Kongens Have. 2008 bekam es einen Michelin-Stern verliehen. Im Jahr darauf landete es auf Platz 77 auf der Liste der besten Restaurants der Welt, welche durch das Restaurant Magazine ermittelt wird. Am 30. Juni 2009 schloss das Restaurant. Als Grund wurden Unstimmigkeiten zwischen den Köchen Rasmus Kofoed und Søren Ledet, die zusammen 49 % des Geranium besaßen, und dem neuen Haupteigner angegeben. Drei Wochen zuvor hatte Rudolf Lassen Rasmus Nøttrup als Haupteigner mit 51 % abgelöst. Laut Ledet bestand der Konflikt darin, dass Lassen im Gegensatz zu Nøttrup vor allem auf den Gewinn konzentriert war, während sie und Nøttrup darauf geachtet hätten, eines der besten Restaurants der Welt zu betreiben. Kofoed beschrieb Lassen als sleeping partner, der sich auf einmal manifestierte und nicht am Restaurantbetrieb interessiert war. Gleichwohl die Schließung mit hohen Kosten einherging, sowohl in sozialer Hinsicht mit Hinblick auf die Mitarbeiter als auch in wirtschaftlicher Hinsicht, hier erwähnte Kofoed die Zusammenarbeit mit den Lieferanten sowie dass beide Ledet und er jeweils 400.000 DKK (ca. 53.600 €) verloren hätten, bezeichnete er sie als Befreiung zum damaligen Zeitpunkt.
2010 wurde das Restaurant im 8. Stock des Parken wiedereröffnet, diesmal wieder mit Nøttrup als Partner. Ledet ist seitdem Restaurantchef und nicht mehr in der Küche tätig, stattdessen war Jesper Kirketerp Souschef geworden. 2012 erhielt das Restaurant zum zweiten Mal einen Michelin-Stern. Im selben Jahr wurde das Geranium zum ersten Mal in der Liste The World’s 50 Best Restaurants geführt, wo es Platz 49 belegte. In den darauffolgenden Jahren stieg es auf die Plätze 45 respektive 42. 2013 bekam das Restaurant seinen zweiten Stern verliehen. 2021 erreichte das Geranium direkt hinter dem gleichfalls dänischen Restaurant Noma einen zweiten Platz in der The World's Best 50 Restaurants-Liste, im Folgejahr 2022 belegte das Geranium den ersten Platz.

## Menü
2010 wurden drei verschiedene Menüs angeboten: ein herkömmliches, ein vegetarisches und ein exklusives. Während die beiden erstgenannten circa 1000 Dänische Kronen (DKK) kosteten, lag das exklusive Menü inklusive der passenden Weine bei 2500 bis 3000 DKK. Die Zutaten der Gerichte sind vornehmlich aus ökologischem oder biodynamischem Landbau. Laut Kofoed fokussiert man nicht auf nordische Produkte, aber richtet sich nach den Jahreszeiten. Die servierten Käse seien jedoch alle dänisch und ökologisch. Es wird weder Kaviar noch Foie gras serviert. Als Wahlspruch führt das Restaurant Omtanke kan smages ‚Umsicht kann man schmecken‘.

## Galerie

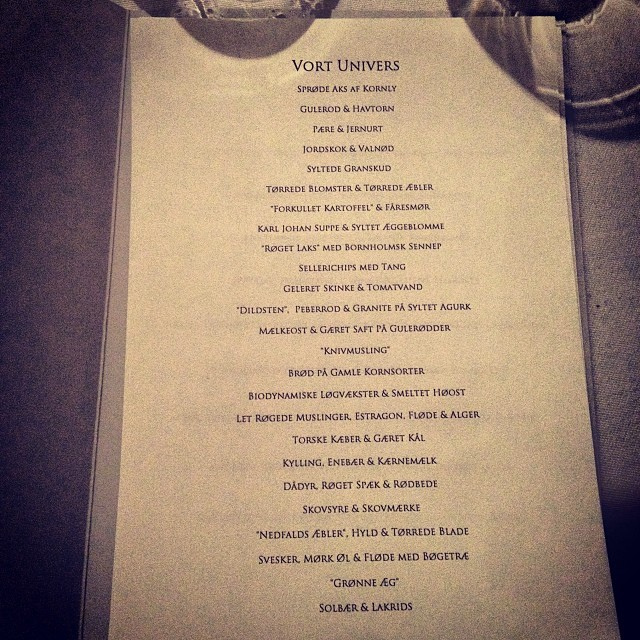
Das Menü im November 2013
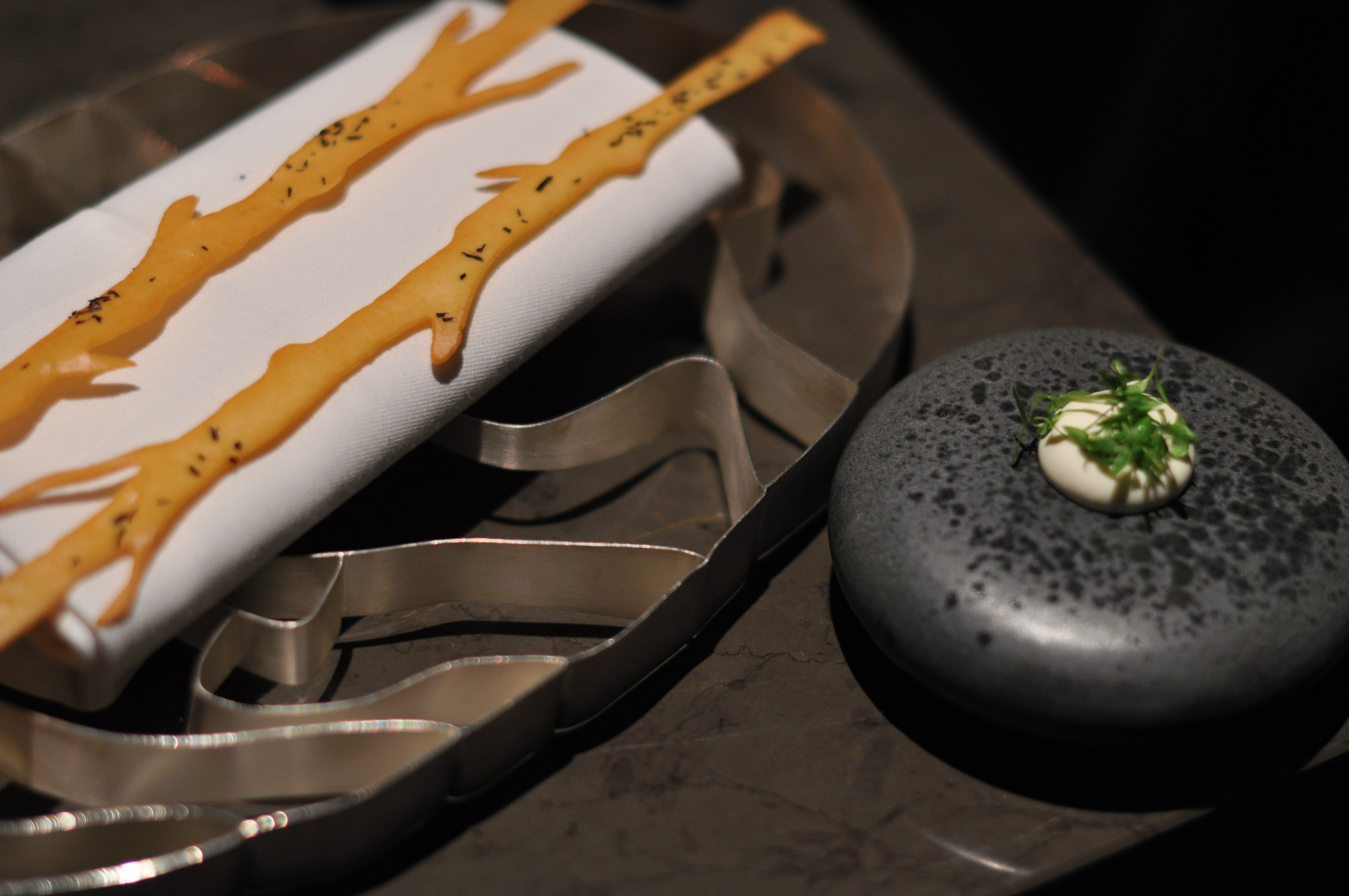
„Zweige“ aus Nordsee-Käse mit Bärlauch-Mousse
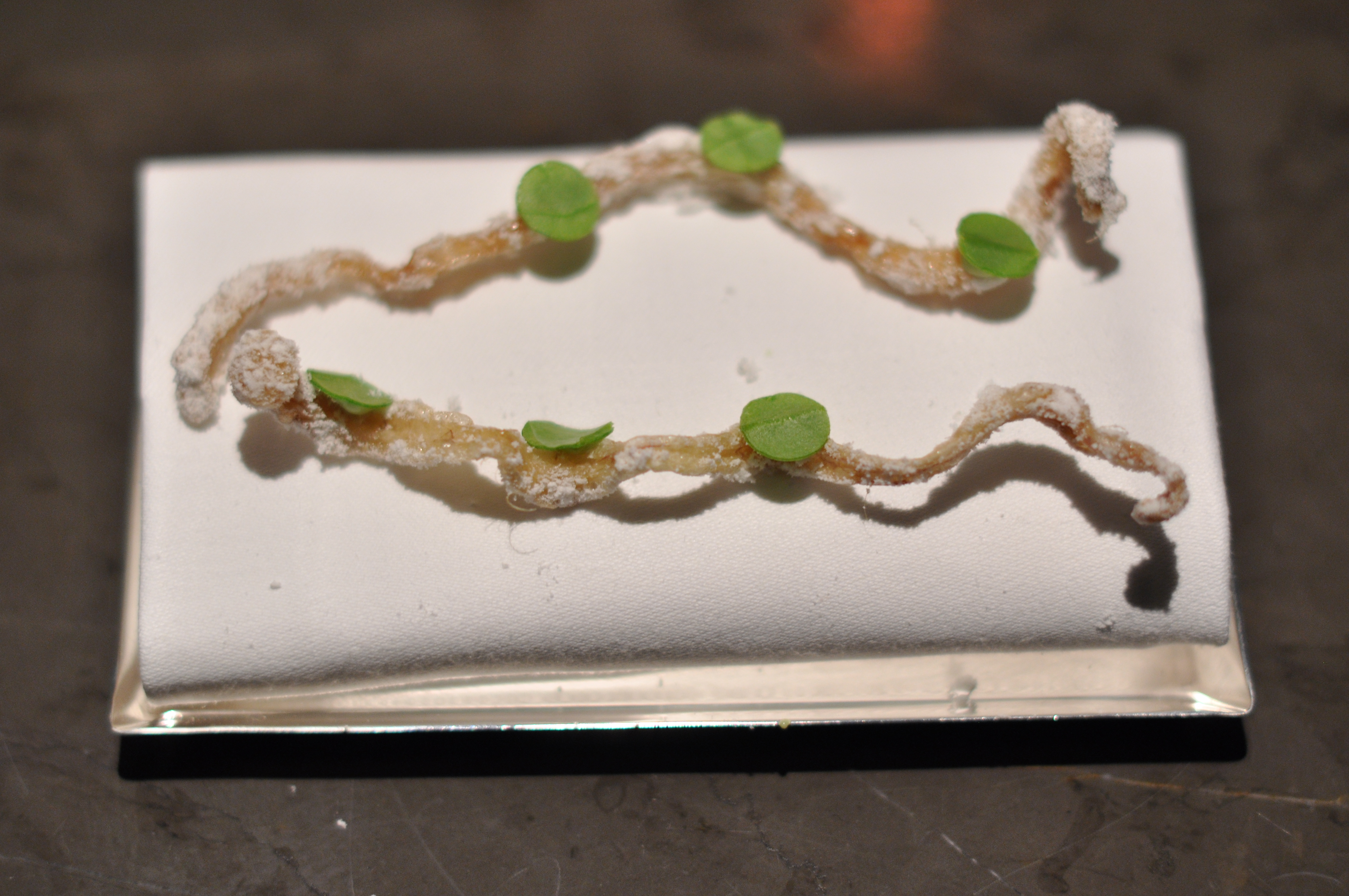
Schweinsohren mit Essigpulver und Spinat
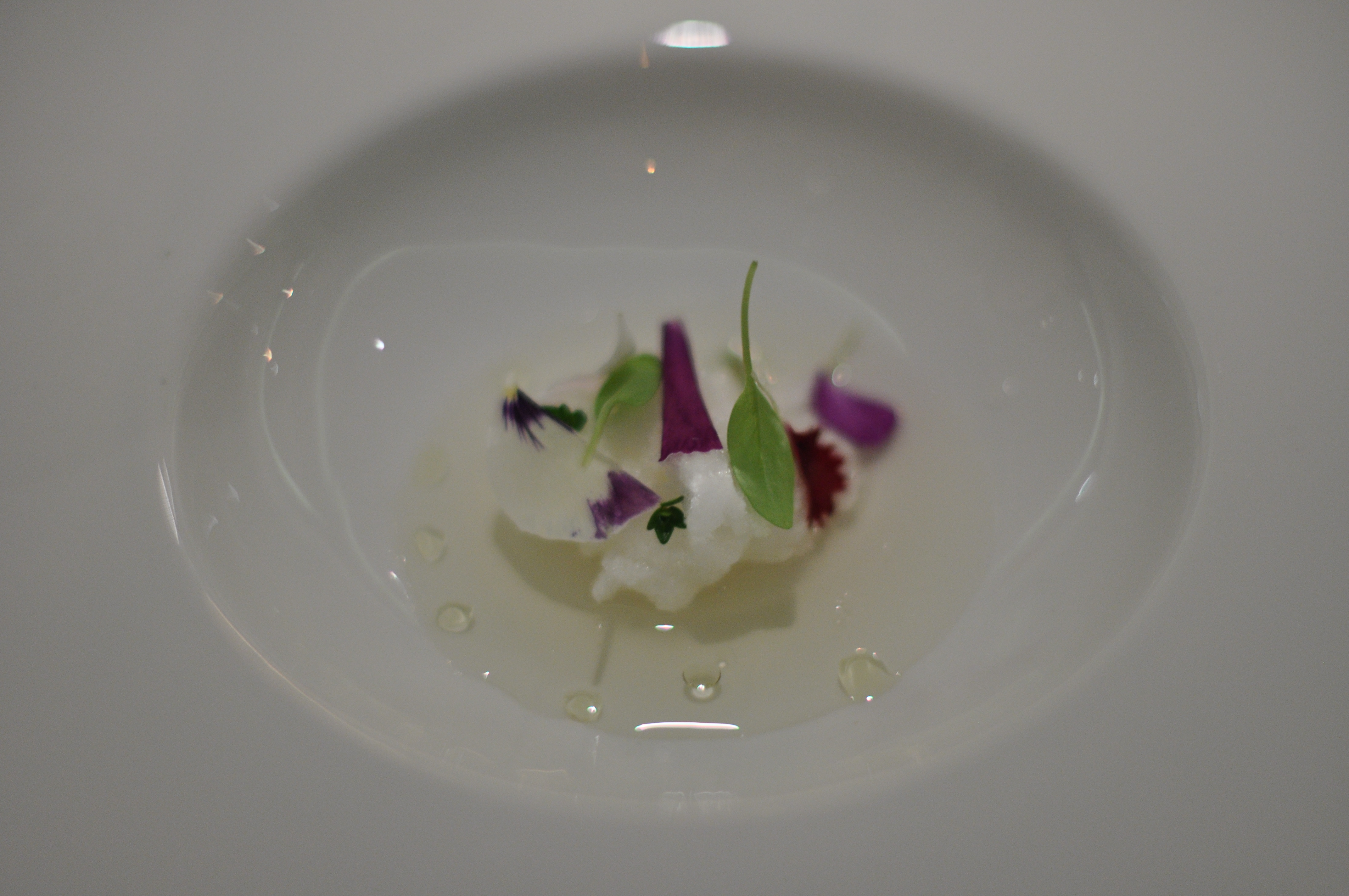
Tomatensaft mit Schinken-Gelee

## Einrichtung

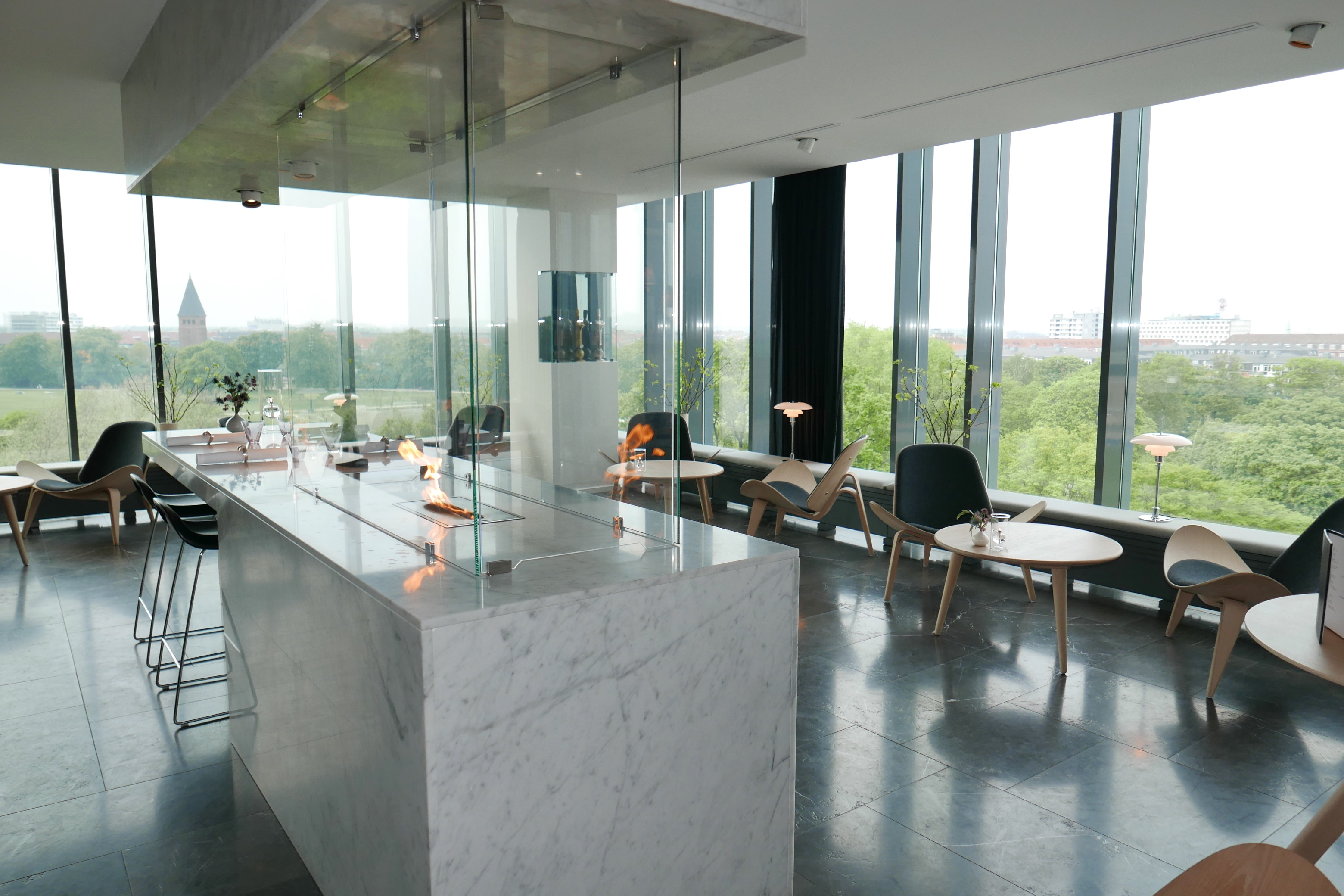
Speisesaal im Jahr 2016

Rasmus Nøttrup beschreibt die Einrichtung als „newyorker style“. Es dominieren die Farben Schwarz und Weiß. Die Möblierung ist modern und minimalistisch. So sitzt man in der Lounge in Stühlen, die 1966 von Warren Platner für das World Trade Center entworfen wurden und an den Esstischen steht der Organic Chair. Die Aussicht ist nicht auf das Stadion, sondern auf den Öresund gerichtet. Zwischen  45 bis 60 Gäste finden im Geranium Platz. Zum Restaurant gehört auch ein größeres Gesellschaftszimmer, in dem 120 Personen Platz finden.

## Preise
- 2021: Platz 2: The World's 50 Best Restaurants[12]
- 2022: Platz 1: The World's 50 Best Restaurants[13]